# Euproctis leucozona
Euproctis leucozona är en fjärilsart som beskrevs av Collenette 1938. Euproctis leucozona ingår i släktet Euproctis och familjen tofsspinnare. Inga underarter finns listade i Catalogue of Life.